# Josef Kalaš
Josef Kalaš (1. února 1890 Vykáň – 2. června 1933 Praha) byl československý politik a meziválečný poslanec Národního shromáždění za Republikánskou stranu zemědělského a malorolnického lidu (agrárníky).

## Biografie
Pocházel z chudých poměrů. Nemohl proto studovat na gymnáziu. Učil se soukromě. Až později ve věku 23 let složil gymnaziální zkoušky ze čtvrtého ročníku a začal studovat. V prosinci 1924 byl promován na doktora práv. Byl aktivní i veřejně. Angažoval se ve studentských organizacích (Sdružení agrárních akademiků). Zaměřoval se na obhajobu zájmů majitelů domů. Účastnil se mezinárodních bytových kongresů. Byl zvolen předsedou výkonného výboru odborové organizace Československý domov. Podle údajů k roku 1930 byl profesí předsedou výkonného výboru československého Domova v Praze. Tato organizace utvořila alianci s agrární stranou. Stal se členem výkonného výboru agrární strany. Byl také členem výboru advokátní komory v Praze.
V parlamentních volbách v roce 1929 získal za Republikánskou stranu zemědělského a malorolnického lidu (agrárníky) mandát v Národním shromáždění.
Zemřel v červnu 1933 ve věku 43 let.
Po jeho smrti jej na poslaneckém postu vystřídal Vladislav Brdlík.